# Пятое правительство Израиля
Пятое правительство Израиля (ивр. ממשלת ישראל החמישית‎) было сформировано Моше Шаретом 26 января 1954 года и было первым правительством Израиля с момента создания государства, которое не возглавлял Давид Бен-Гурион. После своей отставки с поста премьер-министра в декабре 1953 Бен-Гурион поселился в кибуце в пустыне Негев, а пост премьера передал Шарету.
Шарет сформировал коалиционное правительство почти в том же партийном и персональном составе, что и предыдущее. Изменениями по отношению к предыдущему кабинету было занятие Шаретом поста министра иностранных дел по совместительству, назначение Пинхаса Лавона на пост министра обороны, введение в правительство Залмана Арана в качестве министра без портфеля, а также ликвидация двух постов заместителей министра.
После скандала с делом Лавона (так называемое «Грязное дело») и отставки Лавона с поста министра обороны в феврале 1955 в правительство на пост министра обороны вернулся Бен-Гурион.
Пятое правительство Израиля ушло в отставку 29 июня 1955 года, когда фракция партии общих сионистов отказалась воздержаться при голосовании по вотуму доверия правительству в Кнессете, инициированному фракциями Херут и Маки в связи с позицией правительства по приговору журналисту Грюнвальду, который обвинил Исраэля Кастнера в сотрудничестве с нацистами.
| Пятое правительство Израиля                              | Пятое правительство Израиля                                            | Пятое правительство Израиля |
| Должность                                                | Имя, фамилия                                                           | Партийная принадлежность    |
| -------------------------------------------------------- | ---------------------------------------------------------------------- | --------------------------- |
| Премьер-министр Министр иностранных дел                  | Моше Шарет                                                             | «МАПАЙ»                     |
| Министр сельского хозяйства                              | Перец Нафтали                                                          | «МАПАЙ»                     |
| Министр обороны                                          | Пинхас Лавон (до 21 февраля 1955) Давид Бен-Гурион (с 21 февраля 1955) | «МАПАЙ» «МАПАЙ»             |
| Министр развития                                         | Дов Йосеф                                                              | «МАПАЙ»                     |
| Министр образования и культуры                           | Бен-Цион Динур                                                         | Не был депутатом Кнессета   |
| Министр финансов                                         | Леви Эшколь                                                            | «МАПАЙ»                     |
| Министр здравоохранения                                  | Йосеф Серлин                                                           | Партия общих сионистов      |
| Министр внутренних дел                                   | Исраэль Роках                                                          | Партия общих сионистов      |
| Министр юстиции                                          | Пинхас Розен                                                           | Прогрессивная партия        |
| Министр труда                                            | Голда Меир                                                             | «МАПАЙ»                     |
| Министр внутренней безопасности                          | Бехор-Шалом Шитрит                                                     | «МАПАЙ»                     |
| Министр связи                                            | Йосеф Бург                                                             | Хапоэль Ха-Мизрахи          |
| Министр по делам религий Министр социального обеспечения | Хаим Моше Шапира                                                       | Хапоэль Ха-Мизрахи          |
| Министр торговли и промышленности                        | Перец Бернштейн                                                        | Партия общих сионистов      |
| Министр транспорта                                       | Йосеф Сапир                                                            | Партия общих сионистов      |
| Министр без портфеля                                     | Залман Аран                                                            | «МАПАЙ»                     |
| Заместитель министра образования и культуры              | Кальман Кахана                                                         | Поалей Агудат Исраэль       |
| Заместитель министра торговли и промышленности           | Залман Сузаев                                                          | Партия общих сионистов      |